# Димитър Добрев (борец, р. 1930)
За другия борец вижте Димитър Добрев (борец, р. 1931).
Вижте пояснителната страница за други личности с името Димитър Добрев.
Димитър Минков Добрев е български състезател и треньор по борба.

## Биография
Роден на 28 март 1930 година в село Габър, Бургаско. Първите му спортни изяви са в най-ранна младежка възраст – по селските сборове. През 1950 година участва без никаква системна подготовка на републиканското първенство в София, където постига 2 победи и допуска 2 загуби. Скоро след това влиза в казармата и за твърде дълъг период е встрани от големия спорт. След уволнението обаче успява с много труд да възвърне формата си.
На турнира на ДКМС е победител в категорията си и това отваря вратите на националния отбор пред него. Там е забелязан от Райко Петров, който го насочва към треньорската професия. През 1955 г. е назначен за инструктор по борба в ДСО „Урожай“, а през 1958 г. - за треньор в село Зидарово. Следващия сезон е вече в школата по борба в Бургас. Димитър Добрев е 6 пъти отборен държавен първенец с юношите старша възраст на града. Дълги години води мъжкия отбор на „Черноморец“, с който печели 2 републикански шампионата.
Димитър Добрев е треньор на 2 олимпийски шампиони – Никола Станчев и Продан Гарджев. Негови възпитаници са световния шампион Руси Петров и европейските първенци Янчо Павлов, Дончо Жеков, Иван Шавов, 6 заслужили майстори на спорта и 24 майстори на спорта.
Награден е с медал за особени заслуги. Почетен гражданин на Бургас (2006). Майстор на спорта и заслужил треньор по свободна борба.